# Maximiliane Ackers
Maximiliane Ackers (Saarbrücken, 24 settembre 1896 – Glonn, 17 aprile 1982) è stata un'attrice e scrittrice tedesca omosessuale nota per aver scritto narrativa lesbica.

## Biografia
Ackers era in principio un'attrice teatrale e di cabaret a Göttingen, Riga e Berlino. Nei primi anni '20, Ackers iniziò a lavorare nel cinema, scrivendo e recitando nel film muto Brennendes Land. Nel 1921, fece parte del cast di Florentinische Nächte: Die Abenteuer der Gräfin da Costa, scritto da Heinrich Heine.
Ackers si trasferì ad Hannover nel 1927 con la sua compagna, l'artista Irma Johanna Schäfer; si stabilirono nella piccola città di Glonn nel 1935. Ackers morì a Glonn nel 1982.

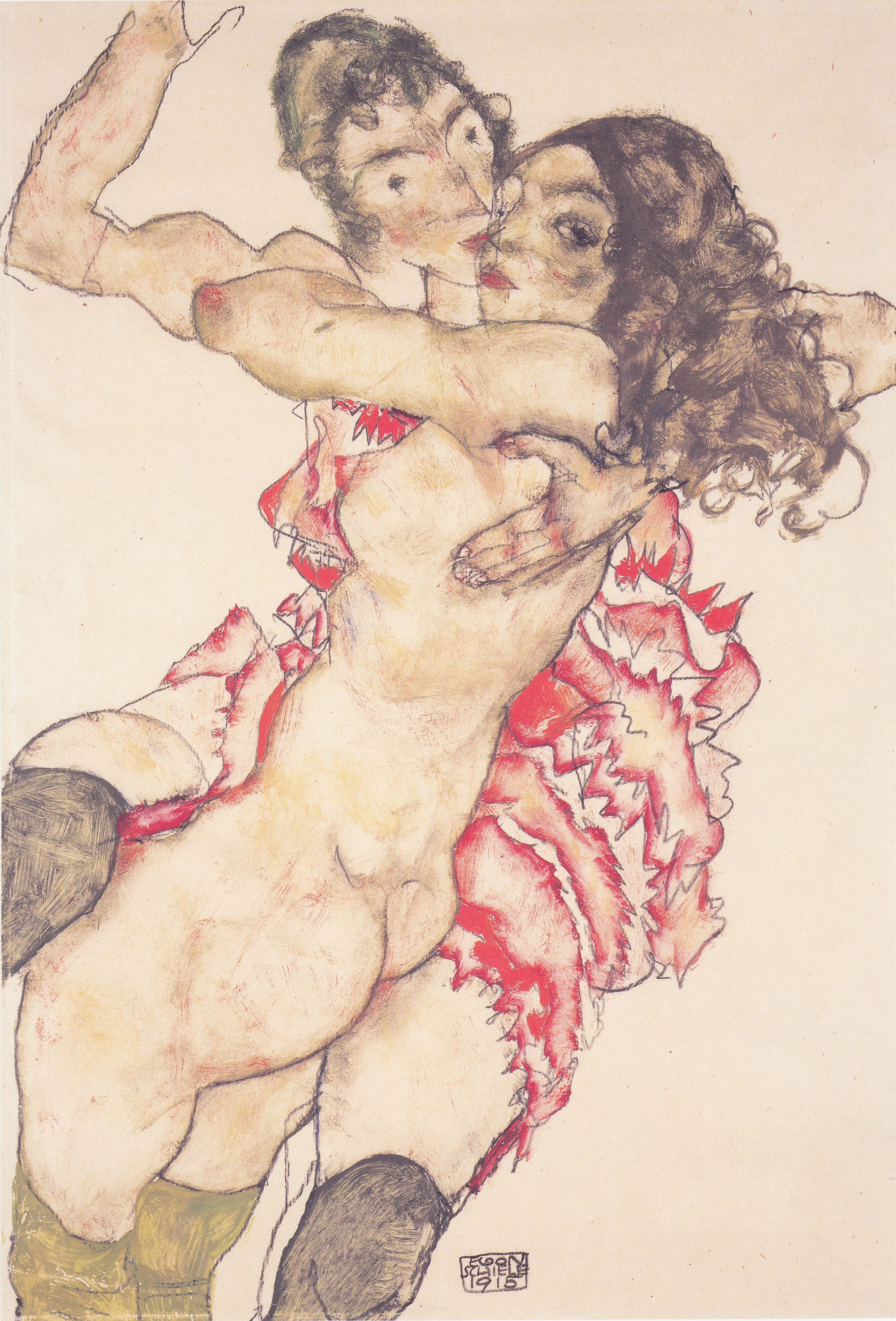
Egon Schiele, Zwei Freundinnen, acquerello, 1915, Szépmüvészeti Múzuem, Budapest

## Freundinnen
Ackers scrisse Freundinnen: Ein Roman (unter Frauen) ("Amiche: un romanzo (sulle donne)"), pubblicato ad Hannover nel 1923 e nel 1925, e a Berlino nel 1927 e nel 1928. Il romanzo esplora il desiderio lesbico nell'ambiente artistico e teatrale della Berlino della Repubblica di Weimar. Tocca anche questioni di genere e sessualità: in risposta alla domanda se è "una ragazza o un ragazzo", un personaggio che interpreta Puck risponde: "Io sono ciò che sono."
Freundinnen è stato pubblicato in diverse edizioni tra le 7 000 e le 10 000 copie. I nazionalsocialisti bandirono il libro nel 1934 e comparve nell'ufficiale elenco dei libri proibiti nel 1936 e fu incluso nel pamphlet anti-lesbico di Alfred Rosenberg Der Sumpf. Negli anni '90, il libro è stato riscoperto da femministe e accademici. Freundinnen è stato ripubblicato nel 1995 da una casa editrice femminista tedesca. Estratti del libro sono apparsi in An Encyclopedia of German Writers, 1900-1933.